# عبدالقادر بن حبیب
عبدالقادر بن حبیب صفدی (؟ -۱۵۰۹م) (نسب: عبدالقادر بن محمد بن عمر بن حبیب صفدی) صوفی و شاعر فلسطینی بود. او به گفته‌های محیی‌الدین بن عربی باور داشت و آن‌ها را تأویل می‌نمود. شعر او را سهل‌الترکیب همراه ضعف توصیف کرده‌اند که در آن عذوبت صوفیانه نیز دیده می‌شود.